# ميغيل اسكالونا فيرانو
ميغيل اسكالونا فيرانو (بالإسبانية: Miguel Escalona) (22 نوفمبر 1983 بلوغرونيو في إسبانيا - ) هو لاعب كرة قدم إسباني في مركز حراسة المرمى. شارك مع منتخب إسبانيا تحت 21 سنة لكرة القدم. أما مع النوادي، فقد لعب مع أتلتيك بيلباو ب وأتلتيك بيلباو وراسينغ فيرول ونادي أيك لارنكا ونادي باسكونيا ونادي جامعة مرسية ونادي غوادالاخارا ونادي غيخيليو ونادي لوغو وLogroñés CF ‏ وMazarrón CF ‏.